# Sabaragamuwa
Koordinaten: 6° 41′ N, 80° 24′ O
Sabaragamuwa (Sinhala: සබරගමුව පළාත) ist eine Provinz von Sri Lanka. Sie besteht aus den beiden Verwaltungsdistrikten Kegalle und Ratnapura. Die wichtigsten Städte sind Ratnapura und Kegalle.
Die Sabaragamuwa University befindet sich in Belihuloya. Sie wurde nach den ehemaligen Ureinwohnern namens Sabara, ein indischer Ausdruck für Jäger und Sammler, benannt. Die touristischen Attraktionen der Provinz sind die Bambarakanda-Wasserfälle, die höchsten Wasserfälle Sri Lankas und der 2243 Meter hohe Sri Pada.